# Sanderpass
Der Sanderpass ist ein 1400 m hoher Gebirgspass im ostantarktischen Viktorialand. Er liegt zwischen dem südlichen Ende der Lanterman Range in den Bowers Mountains und dem nördlichen Ende der Salamander Range in den Freyberg Mountains und bildet einen Teil der Wasserscheide zwischen dem Canham-Gletscher im Westen und dem Black-Gletscher im Osten.
Wissenschaftler der deutschen Expedition GANOVEX I (1979–1980) nahmen seine Benennung vor. Namensgeber ist der österreichische Geologe Bruno Sander (1884–1979).